# Jürgen Hindrich Donner
Jürgen Hindrich Donner, född 1718 i Lübeck, död 11 december 1751 i Visby, var en tysk-svensk handelsman. Han var från 1744 gift med Margareta Lythberg och var far till Georg Mathias Donner och Jacob Niclas Donner.
Donner var son till handelsmannen Jürgen Donner i Lübeck, och började tidigt föra affärer på Visby, innan han 1746 slog sig ned i staden som affärsman. Förutom export av trävaror, tjära och kalk drev han en handelsbod i staden, och investerade även i en tobaksfabrik, som blev en lönsam affär. 1750 köpte han Donnerska huset dit handelsverksamheten flyttades. Snart köpte han även flera fartyg, såväl som ensamägare och delägare, och blev snart en av Visbys främsta redare, med seglation både utom och inom Östersjön. Han blev även delägare i ett kalkbruk i Ljugarn. Då Jürgen Hindrich Donner avled endast 33 år gammal hade han ännu inte hunnit tjäna ihop någon stor förmögenhet, men väl byggt om en lönsam handelsrörelse på Gotland.